# Lagocephalus spadiceus
Lagocephalus spadiceus är en fiskart som först beskrevs av Richardson 1845.  Lagocephalus spadiceus ingår i släktet Lagocephalus och familjen blåsfiskar. Inga underarter finns listade i Catalogue of Life.